# نوآ تیشبی
نوآ توهر تاشوی (زاده ۲۲ می ۱۹۷۵) یک بازیگر، نویسنده، تهیه کننده و فعال اهل اسرائیل است. او به عنوان یک بازیگر، در انواع برنامه های تلویزیونی و فیلم های آمریکایی از غبیل  ماجرا  ، جزیره ، جراحی پلاستیک ، عشق بزرگ ، ان سی آی اس و نظایر آن دیده شد. تاشوی همچنین به عنوان یکی از تهیه کنندگان اجرایی سریال در معالجه ،  اچ بی او می باشد، که برگرفته از سریال اسرائیلی بی تیپول است. شرکت سازنده او، قوس نوآ، همچنین سرپرست فروش چندین برنامه برگرفته دیگر از برنامه های اسرائیلی به شبکه های آمریکایی بود.
تاشوی همچنین بر فعالیت های طرفدار اسرائیل متمرکز می باشد و بعد از آن در سال ۲۰۱۱ سازمان حمایت از اسرائیل را پایه گذاری می کند. تاشوی بعدها در سال ۲۰۲۱، نخستین کتاب خود را تحت عنوان اسرائیل: راهنمای معمولی برای سوء تفاهم‌ترین کشور روی زمین انتشار می نماید. بعد از آن او به مدت یک سال از سال ۲۰۲۲ تا ۲۰۲۳ به عنوان فرستاده اختصاصی برای مبارزه با یهودی ستیزی و مشروعیت زدایی از اسرائیل خدمت می کند.

## اوایل زندگی
نوآ تاشوی در تل آویو، اسرائیل، در تاریخ ۲۲ مه ۱۹۷۵، از یک خانواده صهیونیسمی که در پایه گذاری اسرائیل نقش داشتند متولد می شود. او رشته بازیگری را از سنین کم آغاز نمود و بعد از آن در سنین ۸ سالگی در تبلیغات بازرگانی دیده می شود. تاشوی همچنین به مدت  دو سال و نیم در نیروی دفاعی اسرائیل مشغول خدمت بود.